# 박갑철
박갑철(1942년 3월 4일 ~ )은 함경남도 출신으로 현재 대한아이스하키협회 21대 회장으로 역임하고 있다.